# Melichthys indicus
Melichthys indicus là một loài cá biển thuộc chi Melichthys trong họ Cá bò da. Loài này được mô tả lần đầu tiên vào năm 1973.

## Từ nguyên
Tính từ định danh indicus bắt nguồn từ indikós (ἰνδικός) trong tiếng Hy Lạp cổ đại và mang nghĩa là "ở Ấn Độ", hàm ý đề cập đến Ấn Độ Dương, nơi mà loài cá này được tìm thấy.

## Phạm vi phân bố và môi trường sống
M. indicus được phân bố rộng khắp Ấn Độ Dương, từ Biển Đỏ và bờ biển Đông Phi trải dài về phía đông đến bờ tây bán đảo Mã Lai và đảo Bali (Indonesia).
M. indicus sinh sống trên rạn viền bờ có nhiều san hô phát triển, độ sâu đến ít nhất là 30 m.

## Mô tả
Chiều dài cơ thể lớn nhất được ghi nhận ở M. indicus là 25 cm. M. indicus có màu nâu đen với những sọc ngang màu nhạt. Nửa dưới đầu có vệt sọc màu xám nhạt. Vây lưng sau và vây hậu môn có một sọc màu trắng xanh ở sát gốc vây. Có một sọc xanh lam mỏng ở hai bên má. Quanh mắt có nhiều vệt sọc xanh. Vây đuôi có dải trắng bao quanh lấy rìa.
Số gai ở vây lưng: 3; Số tia vây ở vây lưng: 30–35; Số gai ở vây hậu môn: 0; Số tia vây ở vây hậu môn: 27–30; Số tia vây ở vây ngực: 14–16.

## Sinh thái học
Thức ăn của M. indicus bao gồm các loại tảo và đa dạng các loài thủy sinh không xương sống như hải miên, giáp xác và nhuyễn thể. M. indicus thường sống đơn độc và đào hang dưới gốc san hô để trú ẩn.